# Epiluperodes
Epiluperodes is een geslacht van kevers uit de familie bladkevers (Chrysomelidae).
De wetenschappelijke naam van het geslacht werd in 1966 gepubliceerd door Kimoto & Gressitt.

## Soorten
- Epiluperodes ryukyuana Kimoto & Gressitt, 1966